# Nagelstock

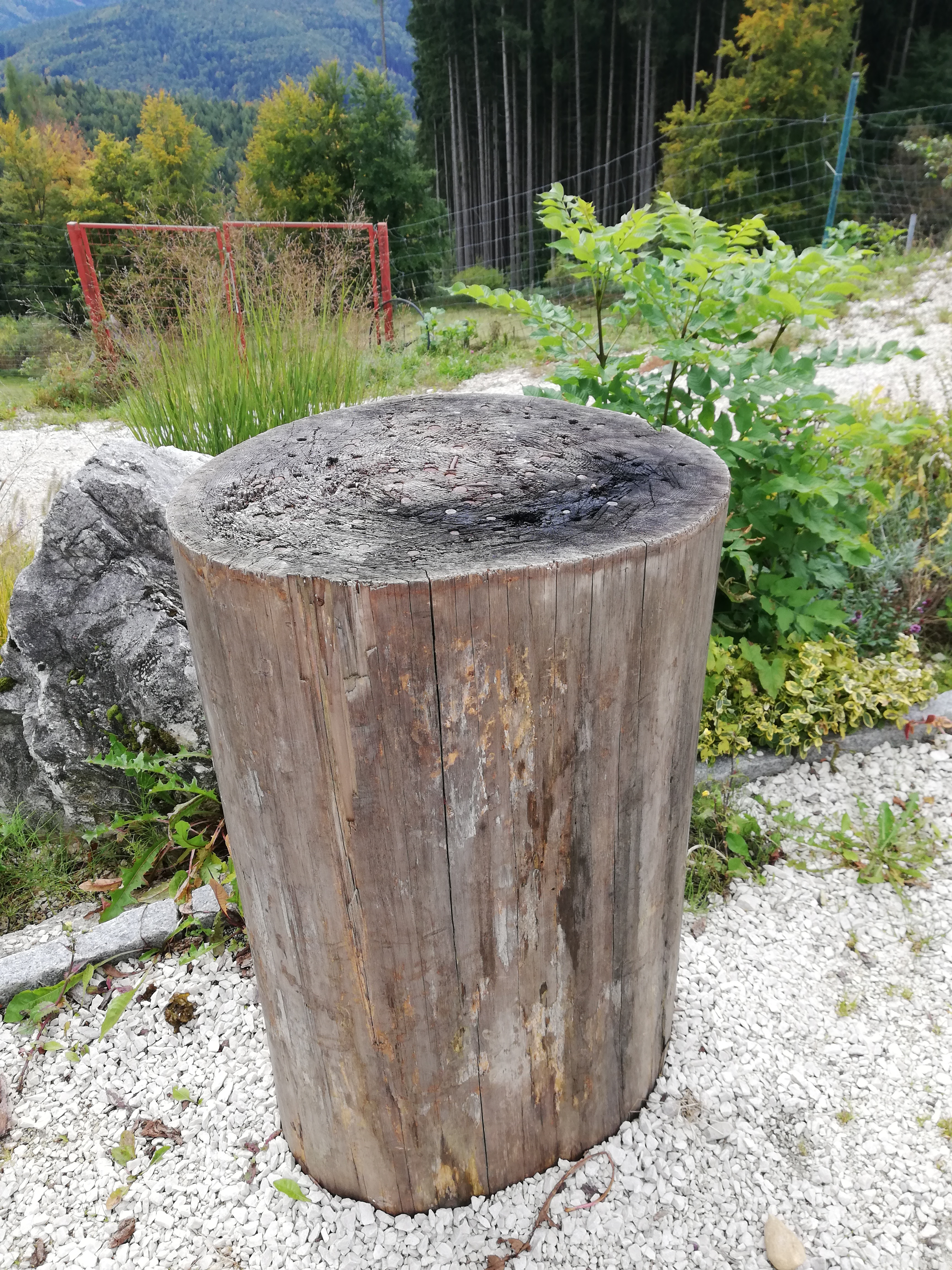
Nagelstock beim Gasthof Schwarz am Hongar, Österreich

Ein Nagelstock ist ein etwa 1 Meter langes Stück Baumstamm, das stehend aufgestellt wird, um in der Schnittfläche Nägel einzuschlagen. Es wird für das Spiel Nageln benötigt, bei dem versucht wird, mit so wenigen Hammerschlägen wie möglich, Nägel in das Holz zu schlagen. Der Teilnehmer mit den wenigsten Schlägen ist der Gewinner. Meist wird die spitze Seite eines Zimmermannshammers und es werden etwa 10 Zentimeter lange Nägel benutzt. Der Nagelstock ist in Österreich und Deutschland verbreitet und wird etwa bei Hochzeiten, Zeltfesten oder Après-Ski-Partys aufgestellt.
Oft wird der Hammer präpariert, damit es schwieriger oder lustiger wird.